# 直布罗陀纪事报
直布罗陀纪事报，为一份在直布罗陀发行的报纸，创始于1801年。1821年，直布罗陀纪事报成为日报。该报为直布罗陀历史上最早的日报，也是现存英文报纸中历史第二悠久的。